# 棟篤笑
棟篤笑（英語：Stand-up comedy）是一種舞台喜劇表演形式，通常是由一位喜劇演員站在舞台上以獨角戲方式对台下观众表演笑话和独白讽刺（有时也会搞肢体表演，甚至与台下观众直接互动）使觀眾因为其言辞幽默而發笑。这类喜剧的表演方式類似於中國傳統的单口相声或日本傳統的落語，通常舞台上除了话筒和凳子外不会有其它道具。雖然是獨白的形式，但觀眾會有演員在跟其對話的感覺，演員會說一些與自身相關的有趣故事、對於政治和社會議題的見解，使用雙關語、地狱哏或連續犀利的单句小笑話（one-liner），單人喜劇演員也常借用一些舞台道具、音樂、舞蹈、口技或魔術把戲來吸引觀眾的注意，以增強演出之娛樂效果。
這種演出方式盛行於英國、美國、加拿大與印度，傳統的演出場所為专业的喜劇俱樂部（comedy club）、酒吧、夜總會或劇院。在現代，這種演出方式常見於電視頻道、DVD與網路媒體中。單人喜劇是談話節目節目常見的進行方式之一，電影中也常會引用單人喜劇手法。進行單人喜劇表演的喜劇演員，被稱為，或簡稱，著名的單人喜劇演員包括乔治·卡林、路易·C·K、羅賓·威廉斯、比尔·马厄、罗素·彼得斯、特雷弗·诺亚、加布里埃尔·伊格莱西亚斯等。
歐美風格的棟篤笑是於1990年左右從西方引入香港社會。现在香港和两岸三地、世界各地的华人社会都熟悉“棟篤笑”这种表演形式和文化。不少电台名嘴DJ、电视台的金牌司仪都不断尝试“棟篤笑”演出，投入这种表演形式。

## 譯名

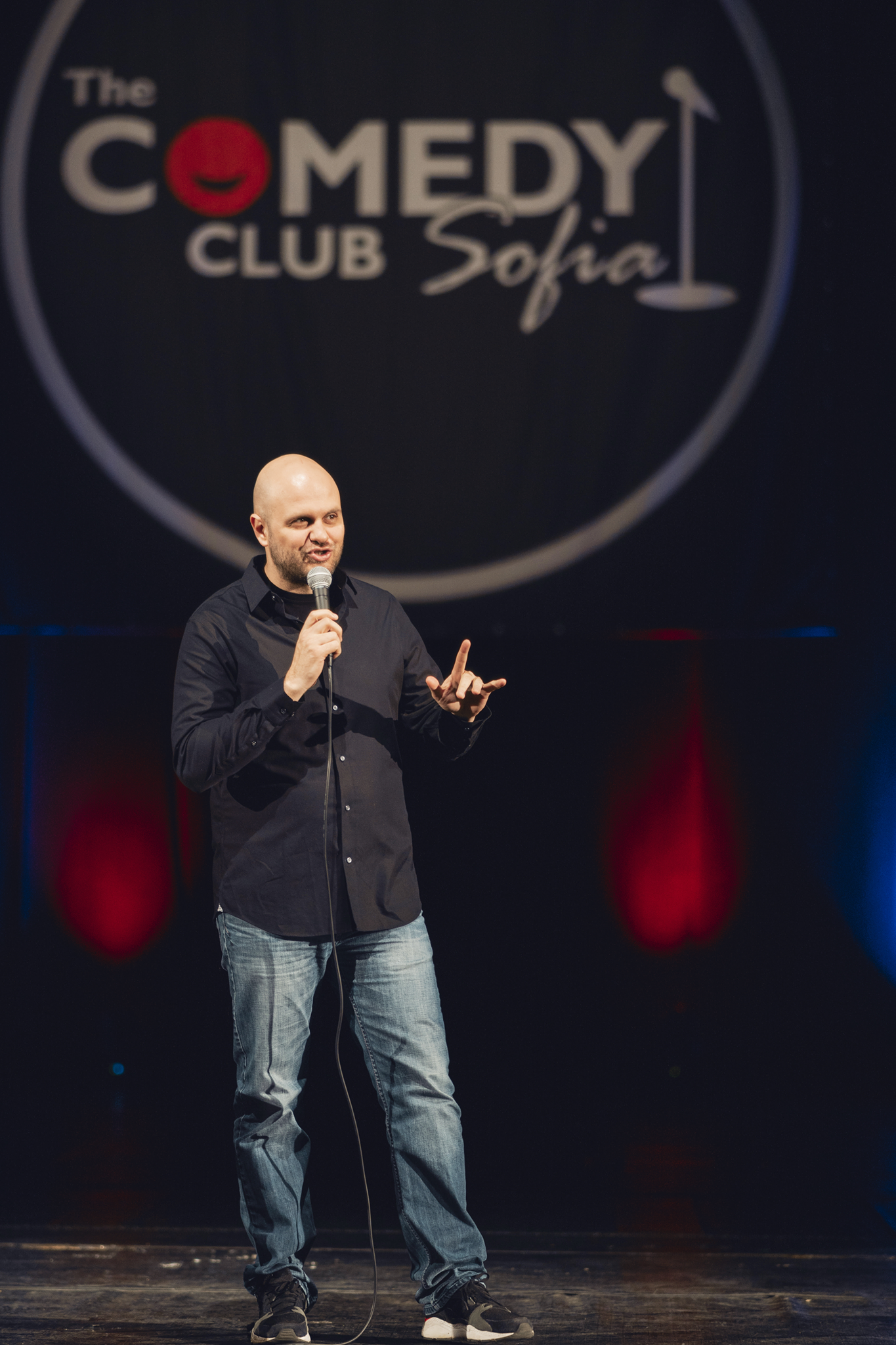
正在表演單口喜劇的喜劇演員

“Stand-up comedy”的最早中文译名“栋笃笑”源自香港艺人黃子華的创意。最初，“栋笃笑”改编自粤语词语“栋笃企”，意指一个人直立站着。1990年，黄子华首次将这种表演形式引入香港，当时中文尚无“stand-up comedy”的对应译名，他在修改后最终确定为“栋笃笑”。不久之后，林海峰也开始从事类似表演，并将其称为“是但噏”，其中“是但”在粤语中意为“随便”，“噏”则意为“说”，这一名称结合了音译和意译。据黄子华在清谈节目《志雲飯局》中提到，“是但噏”这一名字最早由俞琤提出。
另一个译名“脱口秀”由台湾喜剧演员廖峻于1970年代提出。廖峻與澎澎在秀场演出时，将这一形式称为“脱口秀”，名称取自“脱裤秀”的谐音梗，赋予了这一表演形式浓厚的本土化趣味。两地的译名和演绎方式，反映了文化背景对“stand-up comedy”这一形式的多样理解与创意实践。

## 概論
如同其名，單人喜劇通常是一個單獨的喜劇演員，站在台上，以口頭演說的方式，對著現場觀眾表演，讓觀眾發笑。但每個表演者都有自己的手法，不一定遵循固定形式。這是一種困難的演出方式，對於單人喜劇的演出，現場觀眾的反應是直接而且具有決定性的。觀眾期待單人喜劇演員帶給他們持續不斷的笑聲，表演者因此處於壓力之下，要持續不斷的搞笑，來取悅觀眾。雖然單人喜劇通常會先寫好腳本，但更需要視當時現場觀眾的反應，即興的臨場發揮，調整自己的演出方式。因為是一種獨角戲，表演者只能純粹以自己本身的表演來呼喚出觀眾笑聲，不像雙人搭檔可以依靠其他人的配合來增進舞台效果。威爾·法洛曾經用「辛苦、孤獨而惡毒的」來形容這種表演方式。
單人喜劇傳統，最早可以被追溯到18世紀的英國，在1980年代之後，則以美國的表演方式為主。在英國及美國，單人喜劇秀經常由一個主要演員擔綱，負責壓軸演出。在演出開場時，由一位司儀開場，負責介紹節目內容，演出成員及演出順序，並炒熱現場氣氛。接著，由二到三位較次要的表演者，各自演出20分鐘到30分鐘。最後將時間交給主要演員。

## 歷史

### 英國
英國的單人喜劇傳統，可以追溯到20世紀。

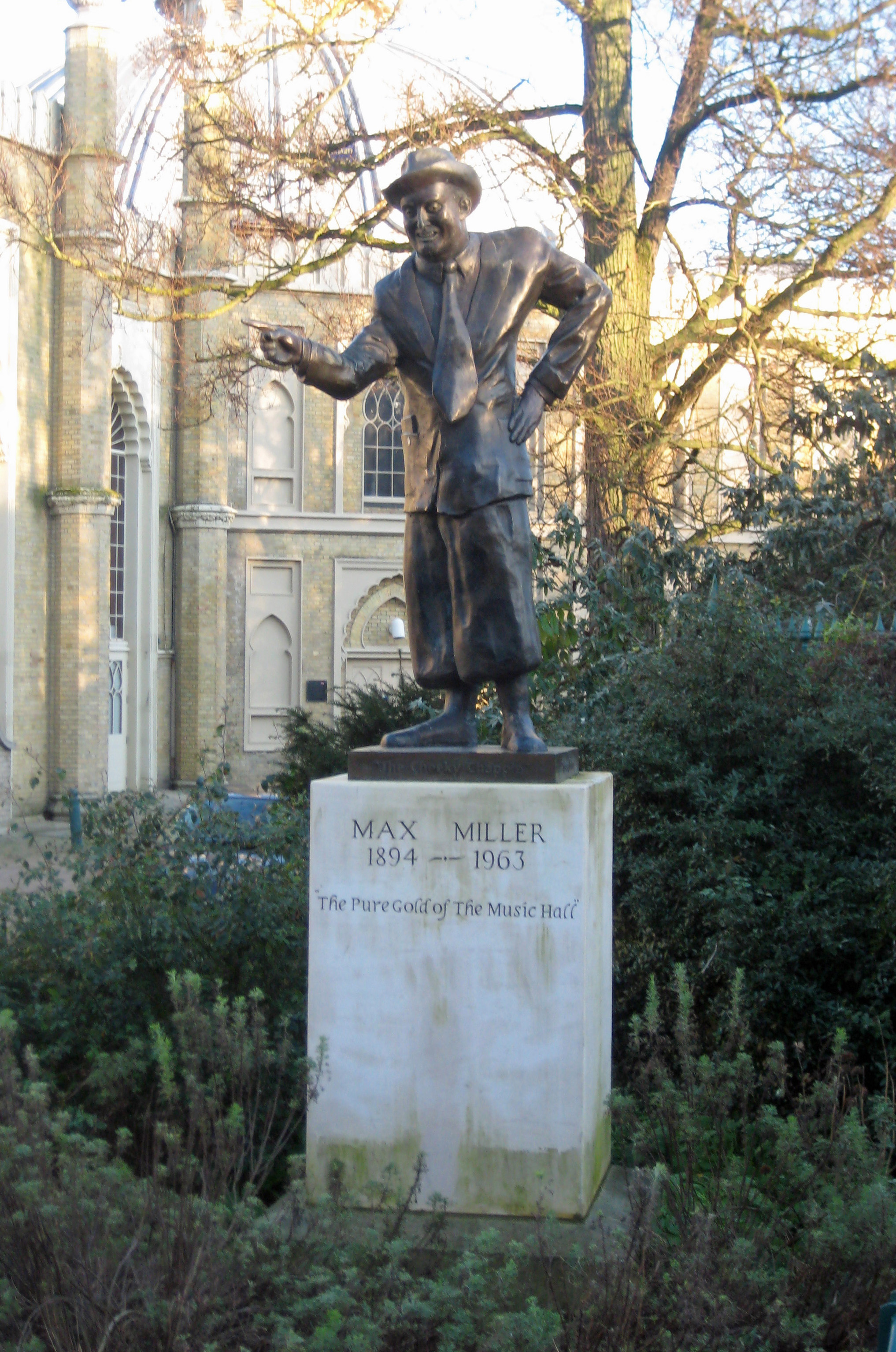
馬克斯·米勒於英國的銅像

1979年，第一間美式風格的喜劇俱樂部在倫敦開幕，美式單人喜劇的表演方式進入英國。在1980年代之後，如克雷格·费格斯等人的表演，就深受美式風格影響。

### 北美
在美國與加拿大，單人喜劇起源於19世紀。最早是由獨角戲表演者，如馬克·吐溫，或是巡迴馬戲團的表演者來演出。
北美20世紀初期的單人喜劇演員，如鲍勃·霍普等人，樹立了現在所知的單人喜劇基本形式。在夜總會興起後，出現了一批新的單人喜劇演員。
1950年代至1960年代，美國單人喜劇，主要以紐約及舊金山為最主要的發展主力。以喬治·卡林、伍迪·艾倫等人為代表。
1970年代，單人喜劇演員往電視及電影發展，成為明星，如史提夫·馬丁。少數單人喜劇演員仍然堅守傳統的演出場合。但是電視節目，如週六夜現場、今夜秀則成為單人喜劇的新舞台，捧紅了比爾·馬艾與杰·雷诺等人。
1980年代至1990年代，新形態的單人喜劇出現，如羅賓·威廉斯、傑里·賽恩菲爾德、艾倫·狄珍妮、琥碧·戈柏、艾迪·墨菲等人，都擁有自己風格。
2000年代的路易CK、威廉·弗雷戴歷·伯爾、罗素·彼得斯也是知名人物，更時常受邀在戲劇或電影中參演。
2020年代，在汉语文化圈内，多家单口喜剧俱乐部开始出现北美各地，如硅谷脱口秀、多伦多、波士顿、西雅图及纽约。

### 印度
1986年，Johnny Lever開始在印度電視節目上演出單人喜劇，被認為是印度首位單人喜劇演員。

### 香港

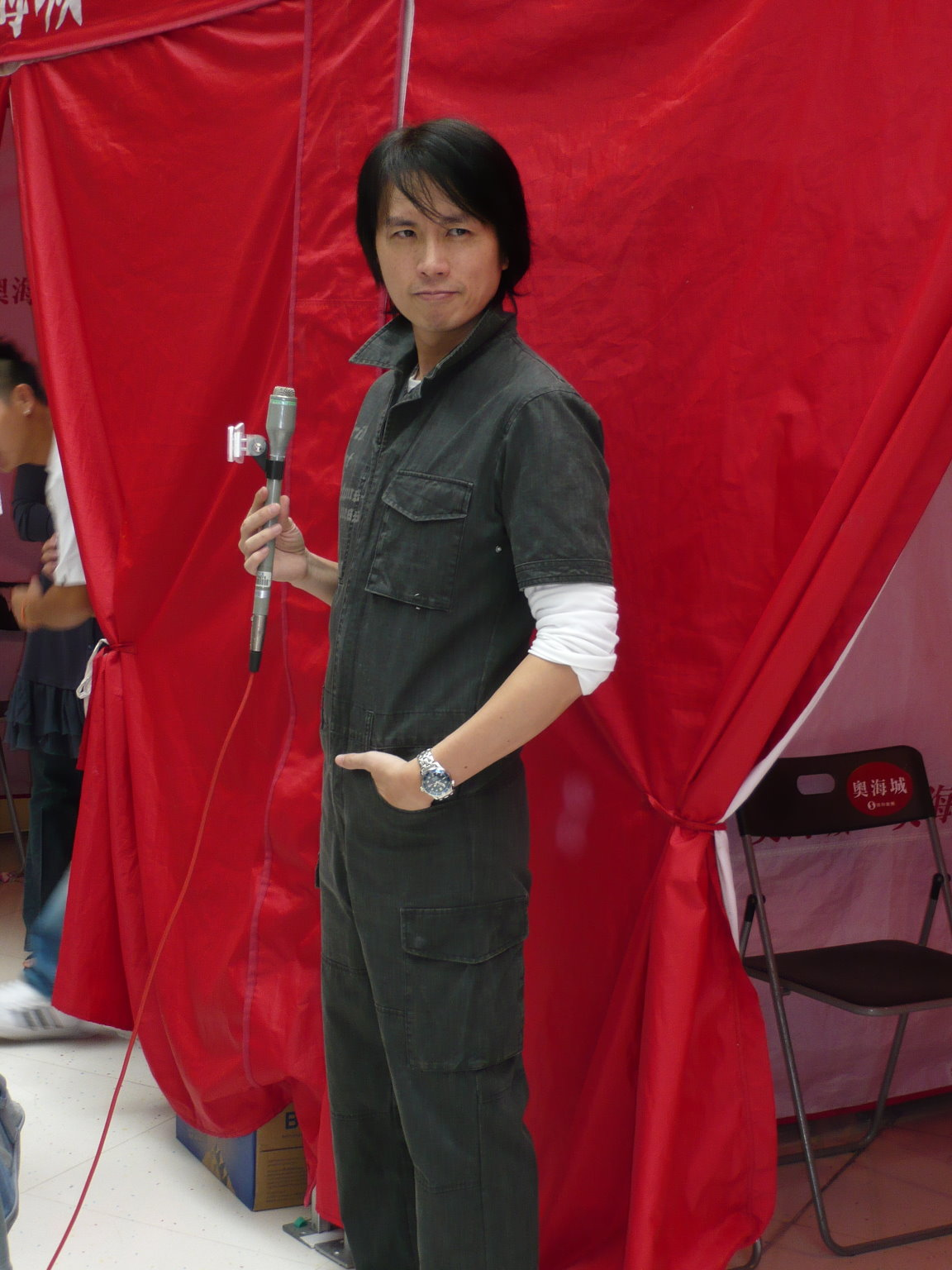
香港棟篤笑鼻祖：黃子華

早于七八十年代，多名香港的金牌司仪和名嘴主持人，已经有类似“棟篤笑”的演出，他们大多以主持调侃的形式，讽刺时弊，反映社会百态，如黄霑、卢大伟、許冠文、黃韻詩、狄波拉、沈殿霞、何守信、郑裕玲、狄娜、叶德娴、曾志伟等。及后电台节目广受欢迎，以郑丹瑞、林姗姗、俞琤、白韵琴、岑建勋、林建明等为主的Talk show也大受欢迎。其后单人说笑的形式融入各式电子传媒，如电视综艺节目，电影等。八九十年代，许多香港的电视综艺节目、晚会，节目与节目间的串场、与嘉宾互动等环节，均采取类似单口相声、对口相声的模式。
在香港，棟篤笑的创作人员也人才辈出，早期的“talk show”节目和表演，均有多位幕后资深编剧和精英撰写，如名嘴黄霑、“金牌司仪”许冠文、已故的著名编剧黄炳耀、大导演王晶、创作人黎文卓、创作人吴昊、导演刘镇伟、导演高志森、著名电影人郑丹瑞等均有参与过早期缤纷悦目的搞笑talk show编剧。及后，许多香港的综艺节目、大型节目等，主持人介绍节目和嘉宾的讲稿对白、颁奖典礼中颁奖嘉宾的颁奖词、节目环节与环节之间的串场等，均以趣剧小品、棟篤笑等趣味形式展开，一大群综艺节目的创作精英，必须学会撰写棟篤笑和小品趣剧的技巧，因此一大批棟篤笑创作人也应运而生，如蔡和平、刘天赐、吳雨、何丽全、曾展章、黎文卓、余詠珊、甘國亮、彭济才、何丽全等，还有创作鬼才许冠文、王晶、林超荣、李力持、高志森、郑丹瑞、陈庆嘉等，香港著名“度桥”人李瑜、胡美屏、吴金鸿、区华汉、钟景辉、金广城、刘定坚、刘镇华、郑介立等等。这批笑话、棟篤笑、小品趣剧的创作人，及后均称为香港电影界和华语演艺界最著名的喜剧创作家。
在香港，最早以類似形式表演而知名的是許冠文及黃韻詩；但首先將之以單一節目表演（超過兩小時）的是黃子華。1990年，曾留學加拿大的黃子華，將美式風格的單人喜劇引進至香港，並命名為棟篤笑。後來更親手帶領第二位棟篤笑人物張達明進入「棟篤舞台」。棟篤笑經過二十多年發展，漸漸廣為香港普遍觀眾所認識和接受。除此之外，著名舞台劇演員詹瑞文亦創立「形體棟篤笑」，在2005年，更有林海峰加入棟篤笑表演行列，希望打入這新市場。繼二人之後，2008年森美亦打算打入市場。2011年，才女卓韻芝首演，此後每年皆推出新作品，成為香港史上首位以單一節目表演的女藝人。現在，香港的棟篤笑文化已經開始步向多元發展，而棟篤笑的表演模式也開始慢慢地被中國大陸觀眾（尤其粵語地區）所認識。

### 台灣

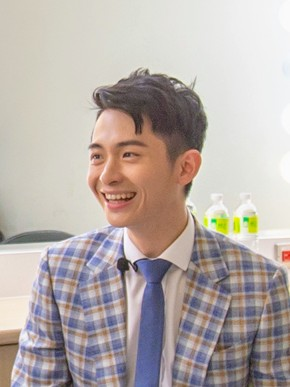
曾博恩

台灣的秀場中，有類似於單人喜劇的表演，如邢峰、張菲、豬哥亮等人，但是其表演多半仍需要其他人陪襯，或是以訪談或短劇為主，與西方的單人喜劇表演不太相同。有少數表演者以單人喜劇演出，如在卡米地喜劇俱樂部演出的吳承鳳。
1991年，由李立群演出的單人舞台劇《台灣怪譚》，引進了單人喜劇的元素進入其中。
2007年五月，張碩修創辦了卡米地喜劇俱樂部，為台灣第一間單口喜劇俱樂部。而後於2016年開始舉辦卡米地站立喜劇爭霸賽，首屆冠軍為曾博恩。
2018年，由臺灣單口喜劇演員、台灣吧製作人曾博恩主持製作深夜脫口秀《博恩夜夜秀》，號稱台灣首個時事諷刺脫口秀節目。

#### 課稅爭議
2022年，台灣知名單口喜劇演員曾博恩為突顯中華民國舉辦演講不必課徵娛樂稅，而單口喜劇卻需被課稅之現狀，刻意將其2022年個人專場定義為「有趣的演講」，希望探討兩者在法理上本質之異同。
5月26日，立法院財委會排程審查「娛樂稅法」草案2案，以發生爭議的脫口秀／演講活動為例指出，立法已80年的娛樂稅，課徵目的、對象皆已不再是奢侈活動，部分更是國家政策扶植振興的產業，建議廢除。
財政部蘇建榮對此回應，目前針對娛樂稅的課徵對象定義確實有檢討空間，當初的概括性規定也是為配合時代發展可以彈性調整。他也承諾，以上不明確之處都會在半年內進行通盤檢討。蘇建榮強調，「不一定要廢除」，但會針對整個法規內容調整檢驗，也會與主計總處討論如何尋找地方政府替代財源。

### 中国大陆

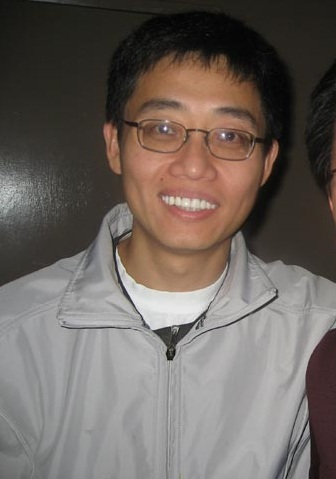
黄西

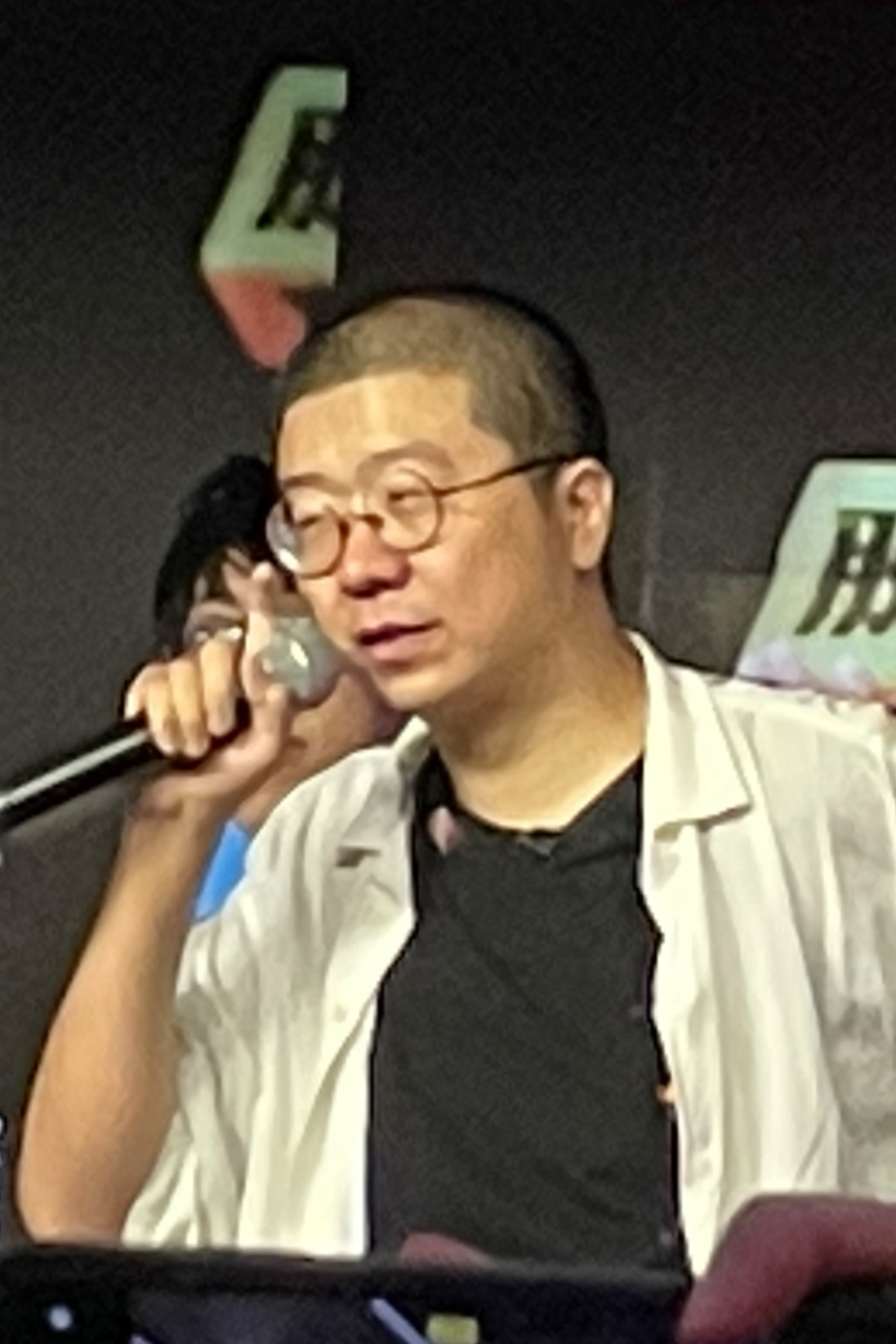
李诞

在中国大陆，单口喜剧更常被称作“脱口秀”，虽然脱口秀原本是talk show（谈话节目）的音译，但这一误用已深入人心，难以更改。
2006年，受到黄子华启发的周立波开始在上海表演单口喜剧，他将其称之为“海派清口”。
2009年，中国大陆的第一个单口喜剧俱乐部——外卖脱口秀，在广东深圳成立。
2010年，移民美国多年的黄西在美国广播电视记者协会晚宴上为时任美国副总统拜登和现场的几千名媒体记者表演了十多分钟的单口喜剧，这场表演在中国大陆爆红，一些人受黄西的影响开始从事单口喜剧的表演。此后几年，上海、北京、厦门、郑州、南宁等城市也相继成立当地的单口喜剧俱乐部。
2012年，中国大陆的第一个单口喜剧电视节目《今晚80后脱口秀》在东方卫视播出，王自健担任主持人，李诞、王建国、赖宝担任编剧和常任嘉宾，几年后王越池、程璐、王思文、庞博等人也相继加入。
2014年，李诞等人成立上海笑果文化传媒有限公司，该公司在几年后推出了《吐槽大会》、《脱口秀大会》等多档热门综艺，其中的《脱口秀大会》捧红了徐志勝、李雪琴、王勉等多名新秀。
2023年5月，因李昊石事件，笑果文化公司遭官方重罚，脫口秀及其他演艺行業亦受到政策影响。

## 現場秀

### 基礎形式
單口喜劇的現場表演，通常是由多位不同演員輪流上臺，較少由單一演員演出。通常會由主持人開場介紹表演形式，或直接由開場演員帶來10分鐘左右的演出，作為暖場，再由二到三位次要演員演出，最後由壓軸演員帶來30分鐘的演出，臺灣也流行團體形式的演出，團體中每位演員根據同一主題創作，每位演員表演的時間也較為平均。

### 個人專場
以一位喜劇演員為主角，通常是有經驗以及觀眾基礎的演員，帶來約一個小時的演出，有時會再搭配一位主持或開場演員，個人專場在內容上更著重於喜劇演員的個人特色及魅力，而目前在網路媒體、影片網站及喜劇頻道上，亦有許多喜劇演員的專場錄影作品。

### 開放麥克風（Open Mic）
又稱開放麥、公開秀等，通常由喜劇社團、俱樂部、餐廳、咖啡廳、酒吧等場所舉辦，主張任何人都可以上台表演，由抽籤或者報名先後順序決定是否上臺。是素人或業餘演員練習單口喜劇、累積素材和經驗的起點，亦有專業喜劇演員來發表尚在打磨中的段子，由於單口喜劇的演出著重觀眾的反應，需要透過實際表演來測試，因此開放麥當中常會出現許多實驗性質較高的內容。

## 區別
棟篤笑跟華北流行的相聲表演，特別是與單口相聲之間，以及和歐美談話節目表演之間，在語言的幽默、風趣、逗笑方面有相似之處。但棟篤笑跟相聲、談話節目在表演形式、側重點等方面並不相同。
單口相聲以某個固定的話題為內容，以幽默、逗人發笑為表演目的，側重娛樂；相聲的表演內容按照表演前的設定進行，很少與臺下觀眾的互動。談話節目除了預先設定的講稿之外，也著重在現場的隨機應變，甚至圍繞某個或多個話題即興演出，風趣幽默；棟篤笑跟相聲一樣有預先設定的稿件，在表演過程中通常會根據與台下觀眾的互動隨機應變，這又帶有談話節目的特徵；棟篤笑在話題上也不固定，通常只有一個大體框架，隨著思路變化在框架範圍內不斷變換話題，講述故事、表達觀點；棟篤笑很注重臺上臺下的互動性，表演者與觀眾之間會有不少直接的對話，中間通常會穿插各種舞臺表演，如舞蹈、歌唱、朗誦等等；在內容上，棟篤笑會以風趣幽默的語言針砭時弊、諷刺時政人物、揭露社會現象、揭示深層次的人性缺點，使觀眾在笑聲中對社會、對自身有所思考，有所收穫，側重“發人深省”，而不是簡單地為娛樂而娛樂。棟篤笑表演時間通常較長。一個完整的棟篤笑表演通常長達兩三個小時，一般會分段表演，有一次以上的中場休息時間。